# Halterofilismo nos Jogos Paralímpicos de Verão de 2012 - Até 75 kg feminino
A disputa da categoria até 75 kg feminino foi realizada no dia 3 de setembro no Complexo ExCel, em Londres.

## Medalhistas
| Ouro   | CHN Fu Taoying             |
| Prata  | NGR Folashade Oluwafemiayo |
| Bronze | TPE Lin Tzu-Hui            |

## Formato de competição
Cada atleta tem 3 tentativas para efetuar um movimento válido. Uma quarta tentativa será permitida apenas se a atleta tiver a intenção de quebrar um recorde mundial ou paralímpico, no entanto, essa quarta tentativa não contará para o resultado final. Se houver empate entre duas ou mais atletas, prevalecerá aquela que tiver a menor massa corporal.

## Recordes
| Recorde mundial     | 145 kg | CHN Zhang Liping | Busan, Coreia do Sul | 10 de maio de 2006    |
| Recorde paralímpico | 140 kg | CHN Li Ruifang   | Sydney, Austrália    | 22 de outubro de 2000 |

A halterofilista chinesa Fu Taoying quebrou ambos os recordes nesta competição.

## Resultados
| Pos.   | Atleta                     | Massa corporal (kg) | Tentativas (kg) | Tentativas (kg) | Tentativas (kg) | Tentativas (kg) | Resultado (kg) |
| Pos.   | Atleta                     | Massa corporal (kg) | 1               | 2               | 3               | 4               | Resultado (kg) |
| ------ | -------------------------- | ------------------- | --------------- | --------------- | --------------- | --------------- | -------------- |
| Ouro   | CHN Fu Taoying             | 72,53               | 138,0           | 142,0           | 146,0           | –               | 146,0          |
| Prata  | NGR Folashade Oluwafemiayo | 74,17               | 140,0           | 143,0           | 146,0           | –               | 146,0          |
| Bronze | TPE Lin Tzu-Hui            | 71,76               | 137,0           | 141,0           | 143,0           | –               | 137,0          |
| 4      | EGY Amany Ali              | 72,12               | 122,0           | 127,0           | 127,0           | –               | 122,0          |
| 5      | SYR Alshikh Rasha          | 74,07               | 103,0           | 110,0           | 123,0           | –               | 110,0          |
| 6      | POL Marzena Lazarz         | 74,01               | 106,0           | 111,0           | 111,0           | –               | 106,0          |
| 7      | TKM Jennet Orjiyeva        | 73,63               | 80,0            | 85,0            | 85,0            | –               | 85,0           |
| —      | BRA Josilene Ferreira      | 74,57               | 106,0           | 106,0           | 107,0           | –               | —              |

Legenda
| Recorde mundial      | Recorde mundial (World record)               |                       | Recorde africano                      | Recorde africano (African) |                                           | Q | Classificado por posição (Qualified) |
| Recorde paralímpico  | Recorde paralímpico (Paralympic record)      | Recorde da América    | Recorde da América (Americas)         | q                          | Classificado por melhor tempo (Qualified) |   |                                      |
| Melhor marca do ano  | Melhor marca do ano (World leading)          | Recorde asiático      | Recorde asiático (Asian)              | DNS                        | Não largou (Did not start)                |   |                                      |
| Recorde nacional     | Recorde nacional (National record)           | Recorde europeu       | Recorde europeu (European)            | DNF                        | Não terminou (Did not finish)             |   |                                      |
| Recorde pessoal      | Recorde pessoal do atleta (Personal best)    | Recorde da Oceania    | Recorde da Oceania (Oceania)          | DSQ / DQ                   | Desclassificado (Disqualified)            |   |                                      |
| Recorde da temporada | Recorde da temporada do atleta (Season best) | Recorde sul-americano | Recorde sul-americano (South America) | NM                         | Sem marca (No mark)                       |   |                                      |